# Liga Mundial de Voleibol de 2002
A Liga Mundial de Voleibol de 2002 foi um torneio organizado pela Federação Internacional de Voleibol (FIVB). Foi a décima terceira edição da Liga Mundial de Voleibol, uma competição realizada desde 1990. Composta por partidas semanais, a competição foi disputada por dezesseis seleções entre 27 de junho e 18 de agosto.
Na primeira fase, denominada "intercontinental", os participantes foram divididos em quatro grupos e disputaram partidas contra os membros do próprio grupo nas condições de mandante e visitante. No término desta, cada seleção atuou doze vezes e as duas melhores de cada grupo se classificaram. Em seguida, as oito seleções qualificadas protagonizaram dois grupos sediados em Belo Horizonte e Recife. Após seis partidas, as duas melhores de cada grupo se classificaram para as semifinais.
Após quase ter sido eliminada, a Rússia obteve um triunfo sobre os anfitriões brasileiros e conquistaram o primeiro título da nação nesta competição. Já o bronze ficou com a Iugoslávia, que venceu os italianos.

## Antecedentes
A Liga Mundial de Voleibol nasce de uma ideia concebida em 1987, na qual a Federação Internacional de Voleibol pretendia criar uma competição que propiciaria uma maior visibilidade. Uma das características peculiares desta é a estrutura itinerante da competição, com os participantes viajando constantemente. Nas últimas doze edições, a organização distribuiu 76 milhões de dólares, com a Itália recebendo a maior parte desse montante. Esta lidera a competição, conquistando oito vezes o título em doze oportunidades. Logo em seguida vem o Brasil, detentor de duas conquistas. Por fim, Cuba e Países Baixos completam o quadro dos campeões com um título cada.

## Participantes e regulamento
O regulamento da décima terceira edição permaneceu idêntico ao do ano anterior: as dezesseis nações de elite que participaram foram divididas em quatro grupos. Essa fase inicial denomina-se "intercontinental" e prossegue por seis semanas. Nesse ínterim, cada equipe disputou doze partidas confrontando os adversários do mesmo grupo, classificando as duas melhores de cada ao término da sexta semana. O Brasil, por sua vez, qualificou-se automaticamente para a próxima fase por sediar a competição nos municípios de Belo Horizonte e Recife. Os dezesseis participantes foram: Alemanha, Argentina, Brasil, China, Cuba, Espanha, França, Grécia, Itália, Iugoslávia, Japão, Países Baixos, Polônia, Portugal, Rússia e Venezuela.

## Fase intercontinental
A competição iniciou em 27 de junho, prosseguindo na fase intercontinental por seis semanas. O Brasil iniciou o grupo A disputando o derby sul-americano contra a Argentina e triunfou nas duas ocasiões (3–1 e 3–0). O segundo embate terminou com uma vitória de Portugal diante da Polônia (3–2); contudo, os poloneses devolveram o placar no dia seguinte. Os sul-americanos saíram vitoriosos na segunda semana, com o Brasil permanecendo invicto. Porém os poloneses retiraram esse invencibilidade com um triunfo em Goiânia e voltaram a derrotar os brasileiros nas duas partidas em territórios polonês. Já os lusos se recuperaram com duas vitórias sobre os argentinos, mas terminaram perdendo em território adversário. Com esses resultados, o Brasil liderava o grupo ao término da quinta semana e era seguido pela Polônia; o posicionamento não sofreu alterações na última semana. No grupo B, a Itália predominou do início ao fim e venceu onze das doze partidas disputadas. A seleção europeia somente foi derrotada para a China durante a terceira semana. Com o desempenho positivo, os italianos terminaram na liderança do grupo, ultrapassando a Espanha na quinta semana. Apesar dos reveses, os espanhóis se classificaram em segundo do grupo.
A Rússia também dominou a classificatória, qualificando-se na liderança e com uma ampla vantagem sobre os Países Baixos, segundo do grupo. Apesar da derrota diante da Alemanha logo na segunda semana, os russos se recuperaram e triunfaram nas demais partidas. Já o último grupo iniciou com duas vitórias de França e Grécia sobre Iugoslávia e Japão, respectivamente. O ímpeto francês permaneceu, a equipe se classificou com tranquilidade mesmo terminando a classificatória com três derrotas. A segunda vaga ficou com a Iugoslávia, que conquistou dois pontos a mais do que a Grécia.

### Grupo A
Classificação
|     |           |     | Jogos | Jogos | Jogos | Resultados | Resultados | Resultados | Resultados | Resultados | Resultados | Sets | Sets | Sets  | Pontos | Pontos | Pontos |
| Pos | Equipe    | Pts | T     | V     | D     | 3–0        | 3–1        | 3–2        | 2–3        | 1–3        | 0–3        | V    | P    | R     | V      | P      | R      |
| --- | --------- | --- | ----- | ----- | ----- | ---------- | ---------- | ---------- | ---------- | ---------- | ---------- | ---- | ---- | ----- | ------ | ------ | ------ |
| 1   | Brasil    | 21  | 12    | 9     | 3     | 6          | 1          | 2          | 2          | 0          | 1          | 31   | 14   | 2.214 | 1059   | 926    | 1.144  |
| 2   | Polônia   | 20  | 12    | 8     | 4     | 2          | 3          | 4          | 1          | 0          | 2          | 28   | 21   | 1.333 | 1141   | 1116   | 1.022  |
| 3   | Argentina | 16  | 12    | 4     | 8     | 3          | 0          | 1          | 2          | 3          | 3          | 19   | 26   | 0.731 | 1004   | 1040   | 0.965  |
| 4   | Portugal  | 15  | 12    | 3     | 9     | 0          | 1          | 2          | 2          | 2          | 5          | 15   | 32   | 0.469 | 976    | 1098   | 0.889  |

Resultados
| Data   | Hora  |           | Placar |           | Set 1 | Set 2 | Set 3 | Set 4 | Set 5 | Total   | Relatório |
| ------ | ----- | --------- | ------ | --------- | ----- | ----- | ----- | ----- | ----- | ------- | --------- |
| 28 jun | 15:32 | Brasil    | 3–1    | Argentina | 23–25 | 25–17 | 25–23 | 25–20 |       | 98–85   | Relatório |
| 29 jun | 10:00 | Brasil    | 3–0    | Argentina | 25–21 | 25–21 | 25–19 |       |       | 75–61   | Relatório |
| 29 jun | 18:00 | Portugal  | 3–2    | Polônia   | 21–25 | 25–19 | 28–30 | 25–21 | 15–11 | 114–106 | Relatório |
| 30 jun | 18:00 | Portugal  | 2–3    | Polônia   | 25–22 | 25–23 | 17–25 | 22–25 | 15–17 | 104–112 | Relatório |
| 6 jul  | 18:00 | Portugal  | 0–3    | Brasil    | 16–25 | 24–26 | 22–25 |       |       | 62–76   | Relatório |
| 6 jul  | 20:15 | Argentina | 3–0    | Polônia   | 25–22 | 36–34 | 25–19 |       |       | 86–75   | Relatório |
| 7 jul  | 18:10 | Argentina | 3–0    | Polônia   | 25–23 | 33–31 | 25–21 |       |       | 83–75   | Relatório |
| 7 jul  | 18:00 | Portugal  | 0–3    | Brasil    | 17–25 | 17–25 | 17–25 |       |       | 51–75   | Relatório |
| 12 jul | 15:37 | Brasil    | 0–3    | Polônia   | 21–25 | 22–25 | 25–27 |       |       | 68–77   | Relatório |
| 13 jul | 10:03 | Brasil    | 3–2    | Polônia   | 30–28 | 22–25 | 21–25 | 25–10 | 15–9  | 113–97  | Relatório |
| 13 jul | 17:55 | Portugal  | 3–1    | Argentina | 19–25 | 25–23 | 25–22 | 25–23 |       | 94–93   | Relatório |
| 14 jul | 17:55 | Portugal  | 3–2    | Argentina | 25–21 | 14–25 | 22–25 | 25–18 | 15–11 | 101–100 | Relatório |
| 19 jul | 15:35 | Brasil    | 3–0    | Portugal  | 25–23 | 25–15 | 25–17 |       |       | 75–55   | Relatório |
| 19 jul | 19:07 | Polônia   | 3–1    | Argentina | 23–25 | 25–22 | 25–20 | 25–18 |       | 98–85   | Relatório |
| 20 jul | 10:05 | Brasil    | 3–0    | Portugal  | 25–14 | 25–16 | 25–17 |       |       | 75–47   | Relatório |
| 20 jul | 15:07 | Polônia   | 3–0    | Argentina | 25–13 | 27–25 | 25–20 |       |       | 77–58   | Relatório |
| 26 jul | 19:12 | Polônia   | 3–2    | Brasil    | 25–23 | 20–25 | 22–25 | 25–23 | 15–13 | 107–109 | Relatório |
| 27 jul | 15:10 | Polônia   | 3–2    | Brasil    | 25–22 | 23–25 | 27–25 | 21–25 | 15–12 | 111–109 | Relatório |
| 27 jul | 18:07 | Argentina | 3–0    | Portugal  | 25–18 | 25–20 | 25–18 |       |       | 75–56   | Relatório |
| 28 jul | 17:12 | Argentina | 3–2    | Portugal  | 25–19 | 26–24 | 21–25 | 18–25 | 15–12 | 105–105 | Relatório |
| 2 ago  | 19:10 | Polônia   | 3–1    | Portugal  | 26–28 | 25–21 | 25–20 | 25–22 |       | 101–91  | Relatório |
| 2 ago  | 21:07 | Argentina | 2–3    | Brasil    | 25–17 | 19–25 | 20–25 | 27–25 | 13–15 | 104–107 | Relatório |
| 3 ago  | 15:08 | Polônia   | 3–1    | Portugal  | 35–33 | 25–15 | 20–25 | 25–23 |       | 105–96  | Relatório |
| 3 ago  | 16:07 | Argentina | 0–3    | Brasil    | 27–29 | 22–25 | 20–25 |       |       | 69–79   | Relatório |

### Grupo B
Classificação
|     |           |     | Jogos | Jogos | Jogos | Resultados | Resultados | Resultados | Resultados | Resultados | Resultados | Sets | Sets | Sets  | Pontos | Pontos | Pontos |
| Pos | Equipe    | Pts | T     | V     | D     | 3–0        | 3–1        | 3–2        | 2–3        | 1–3        | 0–3        | V    | P    | R     | V      | P      | R      |
| --- | --------- | --- | ----- | ----- | ----- | ---------- | ---------- | ---------- | ---------- | ---------- | ---------- | ---- | ---- | ----- | ------ | ------ | ------ |
| 1   | Itália    | 23  | 12    | 11    | 1     | 5          | 5          | 1          | 0          | 0          | 1          | 33   | 10   | 3.300 | 1044   | 908    | 1.150  |
| 2   | Espanha   | 20  | 12    | 8     | 4     | 4          | 2          | 2          | 0          | 2          | 2          | 26   | 18   | 1.444 | 1002   | 1008   | 0.994  |
| 3   | China     | 16  | 12    | 4     | 8     | 2          | 1          | 1          | 3          | 3          | 2          | 21   | 27   | 0.778 | 1069   | 1088   | 0.983  |
| 4   | Venezuela | 13  | 12    | 1     | 12    | 0          | 1          | 0          | 1          | 4          | 6          | 9    | 34   | 0.265 | 936    | 1047   | 0.894  |

Resultados
| Data   | Hora  |           | Placar |           | Set 1 | Set 2 | Set 3 | Set 4 | Set 5 | Total   | Relatório |
| ------ | ----- | --------- | ------ | --------- | ----- | ----- | ----- | ----- | ----- | ------- | --------- |
| 28 jun | 19:30 | China     | 2–3    | Itália    | 27–25 | 23–25 | 25–18 | 11–25 | 8–15  | 94–108  | Relatório |
| 28 jun | 20:00 | Espanha   | 3–0    | Venezuela | 25–21 | 25–23 | 25–21 |       |       | 75–65   | Relatório |
| 30 jun | 12:10 | Espanha   | 3–0    | Venezuela | 25–23 | 25–19 | 31–29 |       |       | 81–71   | Relatório |
| 30 jun | 16:00 | China     | 0–3    | Itália    | 20–25 | 18–25 | 23–25 |       |       | 61–75   | Relatório |
| 5 jul  | 20:05 | Itália    | 3–1    | Venezuela | 25–21 | 25–18 | 22–25 | 25–21 |       | 97–85   | Relatório |
| 6 jul  | 12:30 | Espanha   | 3–0    | China     | 25–22 | 25–23 | 25–17 |       |       | 75–62   | Relatório |
| 7 jul  | 13:00 | Espanha   | 3–1    | China     | 19–25 | 25–19 | 25–22 | 25–23 |       | 94–89   | Relatório |
| 7 jul  | 20:30 | Itália    | 3–0    | Venezuela | 25–19 | 25–21 | 25–18 |       |       | 75–58   | Relatório |
| 12 jul | 19:04 | Itália    | 3–1    | China     | 20–25 | 25–23 | 25–21 | 25–21 |       | 95–90   | Relatório |
| 12 jul | 19:30 | Venezuela | 0–3    | Espanha   | 18–25 | 23–25 | 16–25 |       |       | 57–75   | Relatório |
| 14 jul | 19:30 | Venezuela | 1–3    | Espanha   | 24–26 | 19–25 | 25–23 | 22–25 |       | 90–99   | Relatório |
| 14 jul | 20:30 | Itália    | 0–3    | China     | 23–25 | 23–25 | 25–27 |       |       | 71–77   | Relatório |
| 19 jul | 19:30 | Venezuela | 1–3    | Itália    | 19–25 | 25–18 | 25–27 | 20–25 |       | 89–95   | Relatório |
| 20 jul | 19:30 | China     | 2–3    | Espanha   | 27–29 | 25–17 | 25–18 | 23–25 | 16–18 | 116–107 | Relatório |
| 21 jul | 19:30 | China     | 2–3    | Espanha   | 25–23 | 25–19 | 21–25 | 25–27 | 17–19 | 113–113 | Relatório |
| 21 jul | 19:30 | Venezuela | 0–3    | Itália    | 31–33 | 18–25 | 22–25 |       |       | 71–83   | Relatório |
| 27 jul | 12:00 | Espanha   | 0–3    | Itália    | 19–25 | 18–25 | 15–25 |       |       | 52–75   | Relatório |
| 27 jul | 19:30 | China     | 3–0    | Venezuela | 25–19 | 25–21 | 25–18 |       |       | 75–58   | Relatório |
| 28 jul | 12:00 | Espanha   | 1–3    | Itália    | 21–25 | 23–25 | 25–22 | 21–25 |       | 90–97   | Relatório |
| 28 jul | 19:30 | China     | 3–1    | Venezuela | 22–25 | 25–22 | 25–21 | 25–18 |       | 97–86   | Relatório |
| 2 ago  | 19:30 | Venezuela | 2–3    | China     | 27–29 | 25–19 | 25–20 | 16–25 | 12–15 | 105–108 | Relatório |
| 2 ago  | 20:30 | Itália    | 3–1    | Espanha   | 25–14 | 22–25 | 25–18 | 25–23 |       | 97–80   | Relatório |
| 4 ago  | 19:50 | Venezuela | 3–1    | China     | 25–20 | 25–18 | 26–28 | 25–21 |       | 101–87  | Relatório |
| 4 ago  | 20:32 | Itália    | 3–0    | Espanha   | 26–24 | 25–18 | 25–19 |       |       | 76–61   | Relatório |

### Grupo C
Classificação
|     |               |     | Jogos | Jogos | Jogos | Resultados | Resultados | Resultados | Resultados | Resultados | Resultados | Sets | Sets | Sets  | Pontos | Pontos | Pontos |
| Pos | Equipe        | Pts | T     | V     | D     | 3–0        | 3–1        | 3–2        | 2–3        | 1–3        | 0–3        | V    | P    | R     | V      | P      | R      |
| --- | ------------- | --- | ----- | ----- | ----- | ---------- | ---------- | ---------- | ---------- | ---------- | ---------- | ---- | ---- | ----- | ------ | ------ | ------ |
| 1   | Rússia        | 23  | 12    | 11    | 1     | 5          | 3          | 3          | 0          | 1          | 0          | 34   | 12   | 2.833 | 1102   | 967    | 1.140  |
| 2   | Países Baixos | 19  | 12    | 7     | 5     | 1          | 4          | 2          | 0          | 2          | 3          | 23   | 23   | 1.000 | 1021   | 1056   | 0.967  |
| 3   | Alemanha      | 16  | 12    | 4     | 8     | 0          | 2          | 2          | 3          | 3          | 2          | 21   | 30   | 0.700 | 1145   | 1164   | 0.984  |
| 4   | Cuba          | 14  | 12    | 2     | 10    | 1          | 1          | 0          | 4          | 4          | 2          | 18   | 31   | 0.581 | 1045   | 1126   | 0.928  |

Resultados
| Data   | Hora  |               | Placar |               | Set 1 | Set 2 | Set 3 | Set 4 | Set 5 | Total   | Relatório |
| ------ | ----- | ------------- | ------ | ------------- | ----- | ----- | ----- | ----- | ----- | ------- | --------- |
| 27 jun | 19:30 | Alemanha      | 3–1    | Países Baixos | 25–17 | 22–25 | 25–20 | 25–14 |       | 97–76   | Relatório |
| 28 jun | 18:00 | Rússia        | 3–0    | Cuba          | 25–21 | 25–22 | 25–18 |       |       | 75–61   | Relatório |
| 28 jun | 19:30 | Alemanha      | 0–3    | Países Baixos | 22–25 | 19–25 | 27–29 |       |       | 68–79   | Relatório |
| 29 jun | 18:00 | Rússia        | 3–2    | Cuba          | 19–25 | 25–14 | 20–25 | 25–22 | 15–10 | 104–96  | Relatório |
| 5 jul  | 18:00 | Rússia        | 3–2    | Alemanha      | 25–27 | 25–22 | 25–21 | 30–32 | 17–15 | 122–117 | Relatório |
| 5 jul  | 20:02 | Países Baixos | 3–1    | Cuba          | 25–15 | 24–26 | 25–17 | 25–18 |       | 99–76   | Relatório |
| 6 jul  | 16:00 | Rússia        | 1–3    | Alemanha      | 18–25 | 25–17 | 23–25 | 17–25 |       | 83–92   | Relatório |
| 6 jul  | 20:01 | Países Baixos | 3–1    | Cuba          | 25–17 | 23–25 | 25–20 | 29–27 |       | 102–89  | Relatório |
| 12 jul | 20:00 | Países Baixos | 1–3    | Rússia        | 12–25 | 25–23 | 20–25 | 17–25 |       | 74–98   | Relatório |
| 12 jul | 20:40 | Cuba          | 3–1    | Alemanha      | 17–25 | 25–21 | 28–26 | 25–21 |       | 95–93   | Relatório |
| 13 jul | 20:00 | Países Baixos | 0–3    | Rússia        | 19–25 | 27–29 | 18–25 |       |       | 64–79   | Relatório |
| 13 jul | 20:40 | Cuba          | 3–0    | Alemanha      | 25–22 | 25–23 | 26–24 |       |       | 76–69   | Relatório |
| 19 jul | 20:03 | Países Baixos | 3–2    | Alemanha      | 27–25 | 25–19 | 22–25 | 23–25 | 15–12 | 112–106 | Relatório |
| 19 jul | 20:40 | Cuba          | 1–3    | Rússia        | 25–21 | 20–25 | 19–25 | 18–25 |       | 82–96   | Relatório |
| 20 jul | 20:00 | Países Baixos | 3–1    | Alemanha      | 19–25 | 25–21 | 25–23 | 25–21 |       | 94–90   | Relatório |
| 20 jul | 20:40 | Cuba          | 0–3    | Rússia        | 19–25 | 22–25 | 19–25 |       |       | 60–75   | Relatório |
| 26 jul | 20:40 | Cuba          | 1–3    | Países Baixos | 22–25 | 20–25 | 26–24 | 23–25 |       | 91–99   | Relatório |
| 27 jul | 14:00 | Alemanha      | 1–3    | Rússia        | 13–25 | 26–28 | 25–18 | 33–35 |       | 97–106  | Relatório |
| 27 jul | 20:40 | Cuba          | 2–3    | Países Baixos | 20–25 | 25–17 | 21–25 | 25–22 | 11–15 | 102–104 | Relatório |
| 28 jul | 11:00 | Alemanha      | 2–3    | Rússia        | 18–25 | 26–24 | 22–25 | 25–13 | 15–17 | 106–104 | Relatório |
| 2 ago  | 18:00 | Rússia        | 3–0    | Países Baixos | 25–19 | 25–15 | 35–33 |       |       | 85–67   | Relatório |
| 3 ago  | 15:00 | Alemanha      | 3–2    | Cuba          | 25–20 | 24–26 | 25–23 | 19–25 | 20–18 | 113–112 | Relatório |
| 3 ago  | 18:00 | Rússia        | 3–0    | Países Baixos | 25–14 | 25–20 | 25–17 |       |       | 75–51   | Relatório |
| 4 ago  | 11:00 | Alemanha      | 3–2    | Cuba          | 25–23 | 17–25 | 15–25 | 25–19 | 15–13 | 97–105  | Relatório |

### Grupo D
Classificação
|     |            |     | Jogos | Jogos | Jogos | Resultados | Resultados | Resultados | Resultados | Resultados | Resultados | Sets | Sets | Sets  | Pontos | Pontos | Pontos |
| Pos | Equipe     | Pts | T     | V     | D     | 3–0        | 3–1        | 3–2        | 2–3        | 1–3        | 0–3        | V    | P    | R     | V      | P      | R      |
| --- | ---------- | --- | ----- | ----- | ----- | ---------- | ---------- | ---------- | ---------- | ---------- | ---------- | ---- | ---- | ----- | ------ | ------ | ------ |
| 1   | França     | 21  | 12    | 9     | 3     | 3          | 3          | 3          | 0          | 2          | 1          | 29   | 18   | 1.611 | 1094   | 1028   | 1.064  |
| 2   | Iugoslávia | 20  | 12    | 8     | 4     | 5          | 1          | 2          | 2          | 1          | 1          | 29   | 17   | 1.706 | 1056   | 985    | 1.072  |
| 3   | Grécia     | 18  | 12    | 6     | 6     | 2          | 3          | 1          | 2          | 1          | 3          | 23   | 23   | 1.000 | 1045   | 1025   | 1.020  |
| 4   | Japão      | 13  | 12    | 1     | 11    | 0          | 1          | 0          | 2          | 4          | 5          | 11   | 34   | 0.324 | 946    | 1103   | 0.858  |

Resultados
| Data   | Hora  |            | Placar |            | Set 1 | Set 2 | Set 3 | Set 4 | Set 5 | Total   | Relatório |
| ------ | ----- | ---------- | ------ | ---------- | ----- | ----- | ----- | ----- | ----- | ------- | --------- |
| 28 jun | 18:00 | França     | 3–0    | Iugoslávia | 25–21 | 25–22 | 25–18 |       |       | 75–61   | Relatório |
| 28 jun | 22:02 | Grécia     | 3–0    | Japão      | 25–17 | 25–19 | 25–23 |       |       | 75–59   | Relatório |
| 29 jun | 18:00 | França     | 3–1    | Iugoslávia | 19–25 | 25–20 | 25–22 | 25–18 |       | 94–85   | Relatório |
| 30 jun | 22:04 | Grécia     | 3–1    | Japão      | 20–25 | 25–22 | 25–22 | 26–24 |       | 96–93   | Relatório |
| 5 jul  | 20:15 | Iugoslávia | 3–0    | Grécia     | 25–19 | 25–22 | 25–19 |       |       | 75–60   | Relatório |
| 6 jul  | 15:05 | Japão      | 0–3    | França     | 35–37 | 20–25 | 18–25 |       |       | 73–87   | Relatório |
| 7 jul  | 14:05 | Japão      | 1–3    | França     | 16–25 | 22–25 | 25–23 | 21–25 |       | 84–98   | Relatório |
| 7 jul  | 20:15 | Iugoslávia | 2–3    | Grécia     | 19–25 | 25–23 | 24–26 | 25–20 | 14–16 | 107–110 | Relatório |
| 12 jul | 21:00 | Grécia     | 2–3    | França     | 27–29 | 25–22 | 20–25 | 25–21 | 13–15 | 110–112 | Relatório |
| 13 jul | 20:15 | Iugoslávia | 3–0    | Japão      | 25–13 | 25–17 | 25–20 |       |       | 75–50   | Relatório |
| 14 jul | 20:15 | Iugoslávia | 3–0    | Japão      | 25–20 | 25–15 | 25–20 |       |       | 75–55   | Relatório |
| 14 jul | 21:00 | Grécia     | 3–0    | França     | 25–12 | 25–21 | 25–23 |       |       | 75–56   | Relatório |
| 19 jul | 20:00 | França     | 3–2    | Japão      | 22–25 | 25–21 | 26–28 | 25–14 | 15–7  | 113–95  | Relatório |
| 20 jul | 20:01 | França     | 3–1    | Japão      | 25–14 | 27–29 | 25–18 | 25–23 |       | 102–84  | Relatório |
| 21 jul | 21:00 | Grécia     | 0–3    | Iugoslávia | 17–25 | 22–25 | 27–29 |       |       | 66–79   | Relatório |
| 22 jul | 21:00 | Grécia     | 2–3    | Iugoslávia | 25–19 | 23–25 | 19–25 | 25–18 | 14–16 | 106–103 | Relatório |
| 26 jul | 20:04 | França     | 1–3    | Grécia     | 20–25 | 17–25 | 25–17 | 24–26 |       | 86–93   | Relatório |
| 27 jul | 15:05 | Japão      | 2–3    | Iugoslávia | 25–23 | 21–25 | 23–25 | 27–25 | 10–15 | 106–113 | Relatório |
| 27 jul | 20:00 | França     | 3–0    | Grécia     | 25–21 | 25–21 | 25–23 |       |       | 75–65   | Relatório |
| 28 jul | 14:05 | Japão      | 0–3    | Iugoslávia | 17–25 | 22–25 | 28–30 |       |       | 67–80   | Relatório |
| 2 ago  | 20:15 | Iugoslávia | 2–3    | França     | 25–20 | 23–25 | 21–25 | 25–19 | 11–15 | 105–104 | Relatório |
| 3 ago  | 15:06 | Japão      | 1–3    | Grécia     | 22–25 | 25–23 | 23–25 | 16–25 |       | 86–98   | Relatório |
| 4 ago  | 14:05 | Japão      | 3–1    | Grécia     | 19–25 | 25–21 | 25–23 | 25–22 |       | 94–91   | Relatório |
| 4 ago  | 20:15 | Iugoslávia | 3–1    | França     | 19–25 | 29–27 | 25–22 | 25–18 |       | 98–92   | Relatório |

## Fase final
As oito equipes qualificadas foram divididas em dois grupos. Os jogos do primeiro foram disputados no ginásio Geraldo Magalhães, em Recife. O líder do grupo foi o Brasil, que venceu os seus três adversários. As demais posições foram marcadas por um empate triplo entre Espanha, Países Baixos e Rússia. Os posicionamentos terminaram sendo decididos pelo coeficiente de sets vencidos por cada nação, o set average, um critério de desempate que beneficiou os russos. No grupo de Belo Horizonte, Itália e Iugoslávia garantiram a classificação na segunda rodada. Os italianos venceram o embate pela liderança, enquanto Polônia e França, eliminadas, completaram o grupo. Dois dias depois do término da classificatória, as semifinais foram realizadas; Brasil e Iugoslávia iniciaram o embate. No início da partida, os brasileiros apresentaram uma deficiência no serviço e enfrentaram uma diferença de 23 a 20. Apesar dos anfitriões conseguirem o empate, os iugoslavos saíram vitoriosos no set. O jogo prosseguiu com uma ampla vantagem brasileira, a Iugoslávia sofria com os erros forçados e os eficientes contra ataques do adversário – porém, conseguiu vencer o quatro set e empatar a partida. O tie breaker foi marcado por momentos, os brasileiros abriram vantagens na pontuação por duas ocasiões, mas cederam a igualdade. O equilíbrio permaneceu até o décima sexto ponto, quando os anfitriões pontuaram duas vezes na sequência e encerraram a partida. Poucos minutos depois, a seleção italiana defendeu a hegemonia diante dos russos; contudo, a maior campeã da competição foi superada com tranquilidade.
No dia 18 de agosto, a Iugoslávia superou uma equilibrada partida contra a Itália. Os países vizinhos protagonizaram um embate intenso; aos 25 minutos, o placar apresentava um empate por 23 pontos. Andrija Gerić, no entanto, pontuou e abriu a vantagem para os iugoslavos, que concretizaram a vitória no set com um bloqueio (28–26). A equipe balcânica conquistou também o segundo set, revertendo quatro pontos de desvantagem; contudo, garantiram a medalha de bronze somente no quarto set. O embate decisivo ocorreu no mesmo dia, os anfitriões brasileiros iniciaram a partida em desvantagem no placar; os russos, com uma ampla colaboração defensiva de Alexei Kuleshov e Roman Iakovlev, neutralizaram os ataques dos adversários. Aos catorze minutos, Andrey Yegorchev pontuou de bloqueio e aumentou o marcador (17–13). Com uma atuação mais eficiente, a vantagem russa permaneceu até o término do set, garantindo o triunfo. O set posterior seguiu mais equilibrado, com as equipes alternando o comando do placar; contudo, Vadim Khamuttskikh proveio bons serviços, contribuindo para uma nova vitória russa, 2–0. Necessitando de um resultado positivo para prorrogar a decisão, os brasileiros reverteram uma desvantagem no terceiro set e diminuíram o placar com dois pontos de saque de Gustavo Endres. No entanto, os russos venceram o quarto set e conquistaram o primeiro título na história da Liga Mundial.

### Grupo E
Classificação
|     |               |     | Jogos | Jogos | Jogos | Resultados | Resultados | Resultados | Resultados | Resultados | Resultados | Sets | Sets | Sets  | Pontos | Pontos | Pontos |
| Pos | Equipe        | Pts | T     | V     | D     | 3–0        | 3–1        | 3–2        | 2–3        | 1–3        | 0–3        | V    | P    | R     | V      | P      | R      |
| --- | ------------- | --- | ----- | ----- | ----- | ---------- | ---------- | ---------- | ---------- | ---------- | ---------- | ---- | ---- | ----- | ------ | ------ | ------ |
| 1   | Brasil        | 6   | 3     | 3     | 0     | 2          | 1          | 0          | 0          | 0          | 0          | 9    | 1    | 9.000 | 249    | 214    | 1.164  |
| 2   | Rússia        | 4   | 3     | 1     | 2     | 1          | 0          | 0          | 1          | 0          | 1          | 5    | 6    | 0.833 | 256    | 255    | 1.004  |
| 3   | Espanha       | 4   | 3     | 1     | 2     | 0          | 0          | 1          | 0          | 2          | 0          | 5    | 8    | 0.625 | 285    | 308    | 0.925  |
| 4   | Países Baixos | 4   | 3     | 1     | 2     | 0          | 1          | 0          | 0          | 0          | 2          | 3    | 7    | 0.429 | 225    | 238    | 0.945  |

Resultados
| Data   | Hora  |               | Placar |               | Set 1 | Set 2 | Set 3 | Set 4 | Set 5 | Total   | Relatório |
| ------ | ----- | ------------- | ------ | ------------- | ----- | ----- | ----- | ----- | ----- | ------- | --------- |
| 13 ago | 15:33 | Brasil        | 3–1    | Espanha       | 25–17 | 21–25 | 25–18 | 25–21 |       | 96–81   | Relatório |
| 13 ago | 18:00 | Rússia        | 3–0    | Países Baixos | 25–22 | 25–22 | 25–17 |       |       | 75–61   | Relatório |
| 14 ago | 15:35 | Brasil        | 3–0    | Países Baixos | 25–23 | 25–18 | 25–23 |       |       | 75–64   | Relatório |
| 14 ago | 18:00 | Rússia        | 2–3    | Espanha       | 21–25 | 25–23 | 24–26 | 25–23 | 17–19 | 112–116 | Relatório |
| 15 ago | 15:32 | Brasil        | 3–0    | Rússia        | 25–23 | 28–26 | 25–20 |       |       | 78–69   | Relatório |
| 15 ago | 18:00 | Países Baixos | 3–1    | Espanha       | 25–20 | 25–27 | 25–23 | 25–18 |       | 100–88  | Relatório |

### Grupo F
Classificação
|     |            |     | Jogos | Jogos | Jogos | Resultados | Resultados | Resultados | Resultados | Resultados | Resultados | Sets | Sets | Sets  | Pontos | Pontos | Pontos |
| Pos | Equipe     | Pts | T     | V     | D     | 3–0        | 3–1        | 3–2        | 2–3        | 1–3        | 0–3        | V    | P    | R     | V      | P      | R      |
| --- | ---------- | --- | ----- | ----- | ----- | ---------- | ---------- | ---------- | ---------- | ---------- | ---------- | ---- | ---- | ----- | ------ | ------ | ------ |
| 1   | Itália     | 6   | 3     | 3     | 0     | 1          | 1          | 1          | 0          | 0          | 0          | 9    | 3    | 3.000 | 283    | 238    | 1.189  |
| 2   | Iugoslávia | 5   | 3     | 2     | 1     | 2          | 0          | 1          | 0          | 0          | 0          | 8    | 3    | 2.667 | 256    | 222    | 1.153  |
| 3   | Polônia    | 4   | 3     | 1     | 2     | 1          | 0          | 0          | 0          | 1          | 1          | 4    | 6    | 0.667 | 207    | 239    | 0.866  |
| 4   | França     | 3   | 3     | 0     | 3     | 0          | 0          | 0          | 0          | 0          | 3          | 0    | 9    | 0.000 | 181    | 228    | 0.794  |

Resultados
| Data   | Hora  |            | Placar |         | Set 1 | Set 2 | Set 3 | Set 4 | Set 5 | Total   | Relatório |
| ------ | ----- | ---------- | ------ | ------- | ----- | ----- | ----- | ----- | ----- | ------- | --------- |
| 13 ago | 17:30 | Itália     | 3–0    | França  | 25–14 | 25–23 | 25–21 |       |       | 75–58   | Relatório |
| 13 ago | 20:02 | Iugoslávia | 3–0    | Polônia | 25–20 | 25–22 | 25–13 |       |       | 75–55   | Relatório |
| 14 ago | 17:30 | Itália     | 3–1    | Polônia | 22–25 | 25–19 | 25–15 | 25–15 |       | 97–74   | Relatório |
| 14 ago | 20:00 | Iugoslávia | 3–0    | França  | 25–19 | 25–20 | 25–17 |       |       | 75–56   | Relatório |
| 15 ago | 17:30 | Iugoslávia | 2–3    | Itália  | 25–22 | 23–25 | 18–25 | 25–22 | 15–17 | 106–111 | Relatório |
| 15 ago | 20:00 | França     | 0–3    | Polônia | 26–28 | 23–25 | 18–25 |       |       | 67–78   | Relatório |

### Semifinais
| Data   | Hora  |        | Placar |            | Set 1 | Set 2 | Set 3 | Set 4 | Set 5 | Total  | Relatório |
| ------ | ----- | ------ | ------ | ---------- | ----- | ----- | ----- | ----- | ----- | ------ | --------- |
| 17 ago | 10:10 | Brasil | 3–2    | Iugoslávia | 25–27 | 25–19 | 25–12 | 21–25 | 18–16 | 114–99 | Relatório |
| 17 ago | 12:40 | Rússia | 3–1    | Itália     | 23–25 | 25–19 | 25–20 | 25–22 |       | 98–86  | Relatório |

### Terceiro lugar
| Data   | Hora  |            | Placar |        | Set 1 | Set 2 | Set 3 | Set 4 | Set 5 | Total  | Relatório |
| ------ | ----- | ---------- | ------ | ------ | ----- | ----- | ----- | ----- | ----- | ------ | --------- |
| 18 ago | 09:00 | Iugoslávia | 3–1    | Itália | 28–26 | 29–27 | 23–25 | 25–21 |       | 105–99 | Relatório |

### Final
| Data   | Hora  |        | Placar |        | Set 1 | Set 2 | Set 3 | Set 4 | Set 5 | Total | Relatório |
| ------ | ----- | ------ | ------ | ------ | ----- | ----- | ----- | ----- | ----- | ----- | --------- |
| 18 ago | 11:30 | Brasil | 1–3    | Rússia | 21–25 | 23–25 | 25–22 | 17–25 |       | 86–97 | Relatório |

## Classificação final
De acordo com a própria Federação Internacional, a classificação final segue:
| Posição           | Nação         |
| ----------------- | ------------- |
| Medalha de ouro   | Rússia        |
| Medalha de prata  | Brasil        |
| Medalha de bronze | Iugoslávia    |
| 4                 | Itália        |
| 5                 | Polônia       |
| 5                 | Espanha       |
| 7                 | França        |
| 7                 | Países Baixos |
| 9                 | Argentina     |
| 9                 | China         |
| 9                 | Alemanha      |
| 9                 | Grécia        |
| 13                | Cuba          |
| 13                | Japão         |
| 13                | Portugal      |
| 13                | Venezuela     |

## Premiações

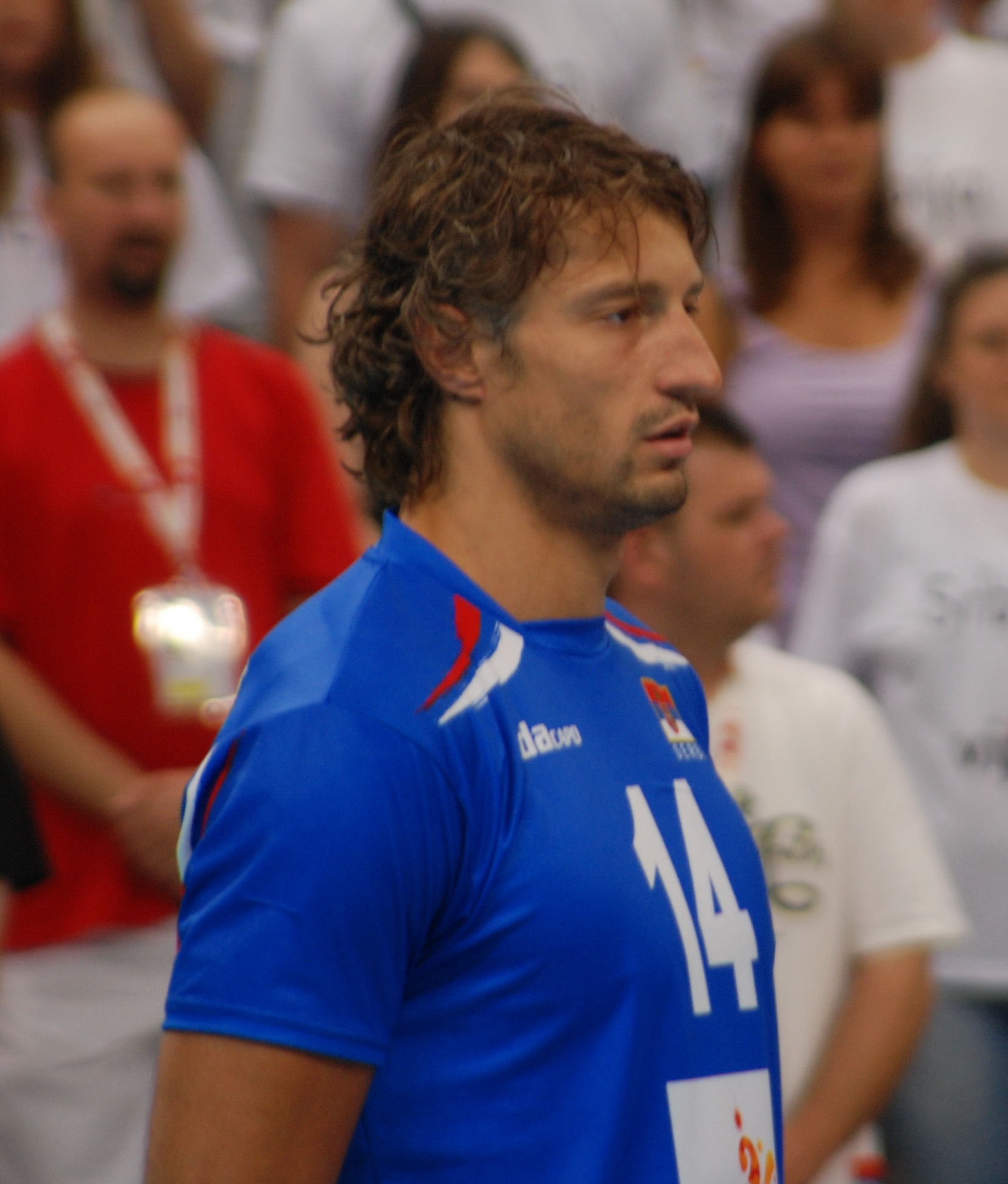
O iugoslavo Ivan Miljković, o maior pontuador da competição.

Após o término da competição, o iugoslavo Ivan Miljković totalizou 61 pontos, sendo 56 ataques, três bloqueios e dois serviços. Ele foi condecorado com o prêmio de maior pontuador, equivalente ao Most Valuable Player. Este e o líbero brasileiro Sérgio Dutra Santos, com uma razão eficiente de 2.89, foram os dois não russos condecorados. Os demais premiados foram: Pavel Abramov (melhor atacante e receptor), Vadim Khamuttskikh (melhor levantador e sacador), e Alexei Kuleshov (melhor bloqueador).
| Premiação         | Atleta              | Ref.   |
| ----------------- | ------------------- | ------ |
| Maior pontuador   | Ivan Miljković      | [ 24 ] |
| Melhor atacante   | Pavel Abramov       | [ 26 ] |
| Melhor bloqueador | Alexei Kuleshov     | [ 30 ] |
| Melhor sacador    | Vadim Khamuttskikh  | [ 29 ] |
| Melhor líbero     | Sérgio Dutra Santos | [ 25 ] |
| Melhor levantador | Vadim Khamuttskikh  | [ 28 ] |
| Melhor receptor   | Pavel Abramov       | [ 27 ] |

## Nota
- Os horários das partidas correspondem aos horários oficiais de cada país.